# 3096 днів (фільм)
«3096 днів» (нім. 3096 Tage) — фільм режисера Шеррі Хормана з Антонієм Кемпбелл-Хьюзом, Туре Ліндхардт і Тріне Дюрхольм в головних ролях. Картина заснована на однойменній автобіографії австріянки Наташі Кампуш, викраденої у віці 10 років техніком Вольфгангом Пріклопілом, яка провела в ув'язненні більше восьми років.
У березні 1998 року технік Вольфганг Пріклопіл викрадає 10-річну дівчинку Наташу Кампуш, коли вона йде до школи. Він привіз її в свій будинок в Штрасхоф-ан-дер-Нордбане. Наташа стає водночас для нього робітницею, подругою і коханкою. Спочатку він не випускає жертву з дому, але потім починає виводити її на вулицю. Він навіть відвозить Наташу на лижну прогулянку. Там вона намагається звернутися по допомогу до жінки в туалеті, але та виявляється туристкою з Росії і не розуміє, що їй хочуть повідомити.

## Сюжет
За вісім років Наташі вдається втекти, після чого викрадач здійснює самогубство і кидається під потяг.

## Актори та персонажі
| Актор                 | Роль                 |
| --------------------- | -------------------- |
| Антония Кэмпбелл-Хьюз | Наташа Кампуш        |
| Туре Линдхардт        | Вольфганг Приклопиль |
| Трине Дюрхольм        | Бригитта Сирни       |
| Амелия Пиджен         | Кампуш в детстве     |
| Дирбла Моллой         | Вальтрауд Приклопиль |
| Рёланд Вайснеккер     | Людвиг Кох           |
| Эллен Швирс           | бабушка Кампуш       |
| Эрни Мангольд         | бабушка Приклопиля   |
| Себастьян Вебер       | Эрнст Хольцапфель    |
| Анджелина Ноа         | русская туристка     |

## Історія створення

### Витоки
Одразу після втечі Кампуш привернула увагу преси і кінематографістів. Їй зробили декілька пропозицій щодо екранізації викрадення. У ЗМІ з'явилися повідомлення, що за перший договір про зйомки їй запропонували понад мільйон фунтів . Також в пресі вирували чутки, що за екранізацію візьметься Елай Рот, тоді відомий як режисер фільму жахів «Хостел» .
У 2010 році Кампуш опублікувала автобіографію «3096 днів» у співавторстві з двома журналістками Хайке Гронемайер і Корінной Мільборн. Тоді ж стало відомо, що продюсером і автором сценарію картини про викрадення буде Бернд Айхінгер. Однак у 2011 році Айхінгер раптово помер від інфаркту міокарда. На той час він встиг написати перші 50 сторінок сценарію.
Після смерті Айхінгера створення фільму було зупинено, але кінокомпанія Constantin Film оголосила, що фільм все ж буде знятий. Режисером була обрана Шеррі Хорман, сценарій же закінчила Рут Тома. Айхінгер сам вибрав Хорман, яка запам'яталася йому, як режисер біографічної картини про модель Варіс Діріе «Квітка пустелі».
Оператор Міхаель Балльхаус, чоловік Хорман, в 2006 році відійшов від кінематографа через похилий вік, але погодився працювати у фільмі на прохання дружини.

### Кастинг
Айхінгер на роль Кампуш запросив Кейт Вінслет. В результаті роль дісталася британській актрисі Антонії Кемпбелл-Хьюз, яка грала у фільмі «Яскрава зірка». Заради виконання жертви викрадення актрисі довелося сильно схуднути і підстригти волосся. В інтерв'ю газеті Evening Standard Кемпбелл-Хьюз сказала, що «з самого початку передбачалося, що я буду страждати так само, як вона».
Кампуш в дитинстві зіграла Амелія Піджен, уродженка міста Торкі. За словами режисера, дівчинку знайшла кастинг-директор Піппа Холл, яка шукала в різних дитячих установах дитину, схожу на Кампуш. Після цього Піджен приїхала в Лондон на прослуховування, де саме і отримала роль.
Роль Пріклопілом дісталася данцю Туре Ліндхардт. Хорман сказала, що багато акторів відразу відмовлялися від ролі педофіла. Мати Кампуш Бригитту Сирно зіграла Тріне Дюрхольм.
Зйомки фільму почалися в 2012 році і проходили в Мюнхені. Так як фільм був призначений для міжнародного прокату, зйомки велися англійською мовою, а для Німеччини був зроблений синхронний переклад.
Прем'єра фільму відбулася 25 лютого 2013 року в Відні. Кампуш була присутня, однак відмовилася відповідати на будь-які запитання. 28 лютого фільм вийшов у широкий прокат в Німеччині і Австрії.
У перші вихідні фільм подивилися 144 000 глядачів.

## Нагороди та номінації
| Нагороди та номінації | Нагороди та номінації | Нагороди та номінації     | Нагороди та номінації | Нагороди та номінації |
| нагорода              | рік                   | Категорія                 | Номінований (а) | підсумок              |
| --------------------- | --------------------- | ------------------------- | --- | --------------------- |
| Romy Gala             | 2013                  | Краща операторська робота | style="background: #99FF99; color: black; vertical-align: middle; text-align: center; " class="yes table-yes2"\|Перемога |                       |